# Jure Franko
Jure Franko (* 28. März 1962 in Nova Gorica, Jugoslawien (heute Slowenien)) ist ein ehemaliger jugoslawischer Skirennläufer.

## Biografie
Franko gewann bei den Junioreneuropameisterschaften 1980 in Madonna di Campiglio die Silbermedaille im Slalom und Bronze im Riesenslalom. Den Höhepunkt seiner Karriere erreichte er in der Saison 1983/84, als er bei Weltcuprennen zweimal im Super-G und einmal im Riesenslalom jeweils auf den dritten Platz fuhr.
Der größte Erfolg seiner Karriere gelang ihm dann am 14. Februar 1984 bei den Olympischen Winterspielen in Sarajevo, als er – für Jugoslawien startend – im Riesenslalom die Silbermedaille gewann. Nach dem 1. Durchgang hatte Franko noch auf dem vierten Platz gelegen. Mit der Bestzeit im 2. Durchgang schob er sich auf Rang 2 vor. Dies war die erste Medaille für Jugoslawien in der Geschichte der Winterspiele. Franko beendete seine erfolgreichste Saison auf Platz 5 im Riesenslalom-Weltcup.
In der darauf folgenden Saison konnte er sich bei Weltcuprennen sieben Mal unter den besten Zehn platzieren. Vorderste Ränge erreichte er aber nicht mehr. Nach der Saison 1984/85 beendete er seine Laufbahn als Wettkampfsportler.